# Вучедол
Вучедол је археолошки локалитет у североисточној Хрватској.
Смештен је недалеко од Вуковара, на реци Дунав, тачније, 5 km низводно од града. Због распрострањености, утицаја и изузетних налаза из енеолитског периода (откривене су радионице за прераду бакра, куће и живописно украшена керамика, као и једна у облику птице, названа - Вучедолска голубица), култура бакарног доба настала на територији Славоније и Срема, добила је име по овом локалитету - Вучедолска култура, уз напомену да се у научној литератури иста култура назива и Славонска, а у Мађарској, по локалитету Зок, Зок - култура.

## Неолитски налази
Најстарији налази са овог локалитета потичу из неолитског периода. Припадају развијеној фази Старчевачке културе. Насеља су се налазила на брдовитој обали реке, била су земуничарска, са укопаним оставама. Претежно су се бавили риболовом, што доказују налази удица од кости.

## Утицаји Баденске и Костолачке културе
У следећем културном слоју видимо утицај баденске културе. Земуничарска насеља и даље су присутна, а занимљив је начин сахрањивања, које је скелетно, у згрченом ставу. Ретко се јављају и остаци животиња, такође у згрченом положају.
Баденску културу на овом локалитету смењује Костолачка култура

## Вучедолска култура
Вучедолска култура - касно енеолитска култура, поникла је на овом локалитету. По новијем датовању (радио-карбонском методом) утврђено је да припада периоду између 3.000 и 2.200. године пре наше ере. Људи ове културе бавили су се сточарством (узгајали су говеда), а такође и ловом. 
На овом локалитету пронађена је изузетно декорисана керамика, један од изузетних примерака енеолитске пластике је о она у облику птице - Вучедолска голубица.